# Direction générale de la Sécurité intérieure
De Direction générale de la Sécurité intérieure (DGSI, Nederlands: Directoraat Generaal van Interne beveiliging) is een Franse inlichtingendienst die verantwoording verschuldigd aan het Franse ministerie van Binnenlandse Zaken. 
De inlichtingendienst is in 2008 ontstaan als de Direction centrale du Renseignement intérieur (DCRI) na de fusie van de Direction centrale des Renseignements généraux en de Direction de la Surveillance du Territoire. De huidige naam is aangenomen op 30 april 2014.

## Taken
Het doel van de DGSI is het opsporen en neutraliseren van activiteiten van inlichtingendiensten van landen, tegengestelde organisaties of personen die zich bezighouden met spionage, sabotage, terroristische dreigingen of subversie. De DGSI combineert mogelijkheden van inlichtingen, gespecialiseerde gerechtelijke politie dat in staat is op te sporen en, indien nodig, het arresteren van individuen, groepen en organisaties van een subversieve aard. Overeenkomstig houden ze toezicht op mogelijke opkomende bedreigingen: nucleaire, biologische, chemische en ballistische dreigingen, evenals dreigingen in de economische en industriële sector. Bovendien is de ontwikkeling van een samenleving afhankelijk is van informatie- en communicatietechnologie, dit rechtvaardigt de investering in de bestrijding van cybercriminaliteit.
De kerntaken van de DGSI zijn:
- Contraspionage
- Contraterrorisme
- Het tegengaan van cybercrime
- Toezicht houden op potentieel gevaarlijke groepen, organisaties en sociale fenomenen.[2]

## Organisatie
De DGSI heeft een hoofdkwartier in Levallois-Perret en is verdeeld in acht departementen.
- Algemene zaken (Thierry Matta),
- Buitenlandse zaken (Eric Toucas),
- Contraspionage (Jean Petronille),
- Economische bescherming (Gilles Gray),
- Gewelddadige subversie (hervorming) (Françoise Bilancini),
- Inlichtingen techniek (Michel Pages),
- Ondersteuning (Jean-François Lelievre),
- Terrorisme (Michel Guerin),